# 택시 (시트콤)
《택시》(영어: Taxi)는 1978년부터 1983년까지 방영된 미국의 시트콤이다.